# Leonard Sachs
Leonard Meyer Sachs, född 26 september 1909 i Roodepoort i dåvarande Transvaalkolonin, Sydafrika, död 15 juni 1990 i Westminster i London, var en sydafrikanskfödd brittisk skådespelare med judisk familjebakgrund. 
Sachs medverkade bland annat i den långvariga BBC-serien The Good Old Days. Från 1947 och fram till sin död var han gift med skådespelerskan Eleanor Summerfield. Tillsammans fick de två söner, varav Robin Sachs (född 1951) också kom att bli skådespelare.
Sachs dog av njursvikt, 80 år gammal.

## Filmografi (i urval)
- 1950 – Statshemlighet
- 1953 – Gilbert & Sullivan
- 1954 – Malaga
- 1954 – Robin Hood – farornas man
- 1955 – ...men dom gifter sig med brunetter
- 1956 – The Gamma People
- 1956 – Odongo
- 1957 – Under jorden i Marseille (okrediterad medverkan)
- 1960 – Beyond the Curtain
- 1960 – Oscar Wilde
- 1960 – Dramat vid Sidney Street (okrediterad medverkan)
- 1960 – Panik i flottan
- 1961 – Five Golden Hours
- 1961 – Konga
- 1961 – Ett skri av fruktan
- 1961 – Kassavalvskuppen
- 1962 – Det fördolda
- 1965 – Ett lättfärdigt stycke
- 1965 – Åskbollen
- 1975 – En gång är inte nog